# Шило (округ Декалб, Алабама)
Шило (англ. Shiloh) — місто (англ. town) в США, в окрузі Декальб штату Алабама. Населення — 321 особа (2020).

## Географія
Шило розташоване за координатами 34°27′50″ пн. ш. 85°52′41″ зх. д. / 34.46389° пн. ш. 85.87806° зх. д. (34.463763, -85.877994). За даними Бюро перепису населення США в 2010 році місто мало площу 4,44 км², уся площа — суходіл.

## Демографія
Згідно з переписом 2010 року, у місті мешкали 274 особи в 119 домогосподарствах у складі 84 родин. Густота населення становила 62 особи/км². Було 135 помешкань (30/км²).
Расовий склад населення:
| - 95,3 % — білих - 2,9 % — корінних американців - 1,5 % — чорних або афроамериканців |

До двох чи більше рас належало 0,0 %. Частка іспаномовних становила 0,7 % від усіх жителів.
За віковим діапазоном населення розподілялося таким чином: 20,4 % — особи молодші 18 років, 63,2 % — особи у віці 18—64 років, 16,4 % — особи у віці 65 років та старші. Медіана віку мешканця становила 43,3 року. На 100 осіб жіночої статі у місті припадало 110,8 чоловіків; на 100 жінок у віці від 18 років та старших — 101,9 чоловіків також старших 18 років.
Середній дохід на одне домашнє господарство становив 50 105 доларів США (медіана — 36 250), а середній дохід на одну сім'ю — 61 134 долари (медіана — 50 875). За межею бідності перебувало 13,7 % осіб, у тому числі 12,3 % дітей у віці до 18 років та 10,0 % осіб у віці 65 років та старших.
Цивільне працевлаштоване населення становило 160 осіб. Основні галузі зайнятості: виробництво — 31,9 %, освіта, охорона здоров'я та соціальна допомога — 17,5 %, будівництво — 14,4 %, роздрібна торгівля — 12,5 %.